# 아시야스촌
아시야스촌(芦安村)은 야마나시현 나카코마군에 존재했던 촌이다. 

## 개요
경제사업은 주로 목재 생산이 활발했고 목탄,생산 등이였다. 
또한 쇼와 초기에는 마을 내에서 사냥개로 사육되고 있던 가이견이 신종 견종으로 주목받아 1964년에는 국가 지정 천연기념물이 되었다.

## 지리
현 중앙의 서쪽 끝, 군서단에 위치. 북서쪽에서 남동쪽으로 긴 띠 모양의 마을역으로 대부분 산림.중앙부 야샤진 고개에는 남북으로 포사 마그나(이토이가와-시즈오카 구조선)의 단층이 달린다. 서부에는 북서로부터 후지강 지류의 노로강이 남류.동부에는 어칙사천이 동류하여 고후분지에 이르러 선상지를 형성한다.

## 역사
- 1889년 4월 1일 - 정촌제 시행과 함께 아시야스촌이 단독으로 자치체를 형성하였다.
- 2003년 4월 1일 - 핫타촌, 시라네정 , 와카쿠사정, 구시가타정, 고사이정과 합병해 미나미알프스시가 성립하여, 동일 아시야스촌은 폐지되었다.

## 교통

### 버스
- 아시야스 마을버스
- 야마나시 교통버스

### 도로
- 야마나시 현도 제20호
- 야마나시 현도 제37호